# Turnagra drozdí
Turnagra drozdí (Turnagra capensis), maorsky piopio, je vyhynulý druh pěvce z čeledi žluvovití (Oriolidae), který býval endemický Jižnímu ostrovu Nového Zélandu.

## Systematika
Druh formálně popsal švédský přírodovědec Anders Sparrman v roce 1878 jako Tanagra capensi. Sparrman se nicméně mylně domníval, že popisovaný exemplář pochází z Jižní Afriky, pročež mu přiřadil druhové jméno capensis neboli „kapský“. Nejbližším příbuzným turnagry drozdí je turnagra bělohrdlá  (Turnagra tanagra) ze Severního ostrova. Oba druhy pak utvářejí rod Turnagra a nejednou byly považovány za tentýž druh, avšak moderní taxonomie s nimi nakládá jako se samostatnými druhy. Podle molekulárních dat je nejbližším příbuzným rodu Turnagra rod Sphecotheres, který sdružuje několik žluvovitých ptáků z Austrálie a jihovýchodní Asie. Rozeznávají se dva poddruhy, a sice:
- †T. c. capensis (Sparrman, 1787) – Jižní ostrov;
- †T. c. minor Fleming, JH, 1915 – Stephensův ostrov.

## Popis
Turnagra drozdí dosahovala výšky kolem 26 cm a váhy 130 g. Svrchní část těla byla olivově hnědá. Ocas byl rezavý s hnědými středovými pery. Spodina byla nápadně bílo-hnědě strakatá. Hrdlo a strany krku byly rezavohnědé, čelo, temeno a tváře načervenalé. Nohy i krátký a silný zobák byly tmavě hnědé.

## Biologie a ekologie
Podle nálezu subfosilních pozůstatků v maorských sídlištích napříč Jižním a Stewartovým ostrovem lze vyvodit, že turnagra drozdí byla původně široce rozšířená na obou zmíněných ostrovech. Jednalo se o teritoriální ptáky, kteří žili v párech. Hnízdo z klestí a mechu bylo umisťováno do větvení stromu ve výšce kolem 2 metrů nad zemí. Snůška většinou obsahovala dvě bílá nebo bílorůžová vejce s hnědými či černými skvrnami. Turnagra drozdí se živila bezobratlými živočichy, ovocem, semeny a listy. Jednalo se o extrémně krotkého ptáka, který i ve velkých počtech posedával v bezprostřední blízkosti člověka.

## Vyhynutí
Dá se předpokládat, že úbytek lesních porostů po příchodu Polynésanů, kteří vypalovali lesy, negativně ovlivnil populaci turnagry drozdí, avšak ještě v době příchodu Evropanů na Nový Zéland byly turnagry drozdí široce rozšířeny v lesních habitatech Jižního a Stewartova ostrova. V letech 1873 a 1885 byly zaznamenány prudké úbytky druhu a někdy kolem roku 1904–1905 došlo k vyhynutí posledních populací, které přežívaly ve špatně dostupném Fiordlandu. Za vyhynutím druhu stojí introdukovaní invazivní savci, jako jsou krysy obecné, hranostaji, fretky, kočky, psi aj. Na Stephensonově ostrově se ještě v roce 1894 vyskytovalo snad přes 1000 turnager drozdích, avšak do roku 1898 došlo k jejich vyhynutí následkem introdukce koček.
Je možné, že turnagra drozdí přežila i déle, avšak pozorování z pozdějších let nebyla potvrzena. Patří k nim pozorování ze Southlandu a roku 1947, západního Nelsonu z roku 1948 nebo Fiordlandu z let 1962 a 1963.